# Бинарная диаграмма решений
Бинарная диаграмма решений (БДР) или "программа с ветвлением" является формой представления булевой функции {\displaystyle f(x_{1},x_{2},...,x_{n})} от {\displaystyle n} переменных в виде направленного ациклического графа, состоящего из внутренних узлов решений (помеченных {\displaystyle x_{i}}), каждый из которых имеет по два потомка, и двух терминальных узлов (помеченных 0 и 1), каждый из которых соответствует одному из двух значений булевой функции. В зарубежной литературе бинарные диаграммы решений и программы с ветвлением называются binary decision diagram (BDD) и branching programs (BP) соответственно.

## Определение
Булеву функцию {\displaystyle f(x_{1},x_{2},...,x_{n})} можно представить в виде направленного ациклического графа, состоящего из нескольких внутренних узлов решений и двух терминальных узлов, называемых 0-терминальный узел и 1-терминальный узел. Каждый внутренний узел решений на уровне {\displaystyle i} помечен булевой переменной {\displaystyle x_{i}} и имеет по два потомка, называемых младшим потомком и старшим потомком. Переход от внутренного узла {\displaystyle x_{i}} к младшему или старшему потомку выполняется в зависимости от значения переменной {\displaystyle x_{i}} (0 или 1 соответственно). Для заданных значений {\displaystyle x_{1},x_{2},...,x_{n}} путь от корневого узла до 1-терминального узла соответствуют тому, что на этих входных значениях булева функция {\displaystyle f(x_{1},x_{2},...,x_{n})} принимает значение 1.
БДР называется упорядоченной, если различные переменные появляются в одном и том же порядке во всех путях от корневого узла графа до одной из терминальных вершин. При этом, некоторые переменные в путях могут отсутствовать, если над графом ранее была произведена операция сокращения.
БДР называется сокращенной, если для графа применены следующие два правила сокращения:
- Слияние любых изоморфных подграфов.
- Удаление всех узлов с изоморфными потомками.

В большинстве случаев под бинарной диаграммой решений понимают именно сокращенную упорядоченную бинарную диаграмму решений (СУБДР). Преимущество сокращенной упорядоченной БДР в том, что она является канонической (уникальной) для конкретной функции и заданного порядка переменных. Это свойство делает СУБДР полезной для проверки функциональной эквивалентности.

### Пример
На рисунке слева изображено бинарное дерево принятия решений (без применения правил сокращения), соответствующее приведенной на этом же рисунке таблице истинности для булевой функции {\displaystyle f(x_{1},x_{2},x_{3})}. Для заданных входных значений {\displaystyle x_{1}}, {\displaystyle x_{2}}, {\displaystyle x_{3}} можно определить значение булевой функции, двигаясь по дереву от корневого узла дерева к терминальным узлам, выбирая направление перехода из узла {\displaystyle x_{i}} в зависимости от входного значения {\displaystyle x_{i}}. Пунктирными линиями на рисунке изображены переходы к младшему потомку, а непрерывными линиями изображены переходы к старшему потомку. Например, если заданы входные значения ({\displaystyle x_{1}=0}, {\displaystyle x_{2}=1}, {\displaystyle x_{3}=1}), то из корневого узла {\displaystyle x_{1}} необходимо перейти по пунктирной линии влево (так как значение {\displaystyle x_{1}} равно 0), после этого необходимо перейти по непрерывным линиям вправо (так как значения {\displaystyle x_{2}} и {\displaystyle x_{3}} равны 1). В результате мы окажемся в 1-терминальном узле, то есть значение {\displaystyle f(x_{1}=0,x_{2}=1,x_{3}=1)} равно 1.
Бинарное дерево принятия решений на рисунке слева можно преобразовать в бинарную диаграмму решений путём применения двух правил сокращения. Результирующая БДР изображена на рисунке справа.
| {\displaystyle f(x_{1},x_{2},x_{3})={\bar {x_{1}}}{\bar {x_{2}}}{\bar {x_{3}}}+x_{1}x_{2}+x_{2}x_{3}} |

## История
Основной идеей для создания такой структуры данных послужило разложение Шеннона. Любую булеву функцию по одной из входных переменных можно разделить на две подфункции, называемых положительным и отрицательным дополнением, из которых по принципу if-then-else выбирается только одна подфункция в зависимости от значения входной переменной (по которой выполнялось разложение Шеннона). Представляя каждую такую подфункцию в виде поддерева и продолжая разложение по оставшимся входным переменным, можно получить дерево принятия решений, сокращение которого даст бинарную диаграмму решений. Информация об использовании бинарных диаграмм решений или бинарных ветвящихся программ была впервые опубликована в 1959 году в техническом журнале «Bell Systems Technical Journal».
Потенциал для создания эффективных алгоритмов, основанных на использовании этой структуры данных, исследовал Randal Bryant из университета Карнеги — Меллон: его подход заключался в использовании фиксированного порядка переменных (для однозначности канонического представления каждой булевой функции) и повторного использования общих подграфов (для компактности). Применение этих двух ключевых концепций позволяет повысить эффективность структур данных и алгоритмов для представления множеств и отношений между ними. Использование несколькими БДР общих подграфов привело к появлению такой структуры данных, как разделяемая сокращенная упорядоченная бинарная диаграмма решений (Shared Reduced Ordered Binary Decision Diagram). Название БДР теперь в основном используется для этой конкретной структуры данных.
Дональд Кнут в своей видеолекции Fun With Binary Decision Diagrams (BDDs) назвал бинарные диаграммы решений «одной из действительно фундаментальных структур данных, которые появились за последние двадцать пять лет» и отметил, что публикация Randal Bryant от 1986 года, осветившая использование бинарных диаграмм решений для манипуляции над булевыми функциями, являлась некоторое время наиболее цитируемой публикацией в компьютерной науке.

## Применение
БДР широко используются в системах автоматизированного проектирования (САПР) для синтеза логических схем и в формальной верификации.
В электронике каждая конкретная БДР (даже не сокращенная и не упорядоченная) может быть непосредственно реализована заменой каждого узла на мультиплексор с двумя входами и одним выходом.

## Порядок переменных
Размер БДР определяется как булевой функцией, так и выбором порядка входных переменных. При составлении графа для булевой функции {\displaystyle f(x_{1},\ldots ,x_{n})} количество узлов в лучшем случае может линейно зависеть от {\displaystyle n}, а в худшем случае зависимость может быть экспоненциальной при неудачном выборе порядка входных переменных. Например, дана булева функция {\displaystyle f(x_{1},\ldots ,x_{2n})=x_{1}x_{2}+x_{3}x_{4}+\cdots +x_{2n-1}x_{2n}.} Если использовать порядок переменных {\displaystyle x_{1}<x_{3}<\cdots <x_{2n-1}<x_{2}<x_{4}<\cdots <x_{2n}}, то понадобится 2n+1 узлов для представления функции в виде БДР. Иллюстрирующая БДР для функции от 8 переменных изображена на рисунке слева. А если использовать порядок {\displaystyle x_{1}<x_{2}<x_{3}<x_{4}<\cdots <x_{2n-1}<x_{2n}}, то можно получить эквивалентную БДР из 2n+2 узлов. Иллюстрирующая БДР для функции от 8 переменных изображена на рисунке справа.
|  |  |

Выбор порядка переменных является критически важным при использовании таких структур данных на практике. Проблема нахождения лучшего порядка переменных является NP-полной задачей. Более того, NP-полной является даже задача нахождения субоптимального порядка переменных, при котором для любой константы c > 1 размер БДР не более чем в c раз больше оптимального. Однако существуют эффективные эвристические методы для решения этой проблемы.
Кроме того, существуют такие функции, для которых размер графа всегда растет экспоненциально с ростом числа переменных, независимо от порядка переменных. Это относится к функциям умножения, что указывает на явную сложность факторизации.
Исследования бинарных диаграмм решений привели к появлению множества смежных видов графов, таких, как BMD (Binary Moment Diagrams), ZDD (Zero Suppressed Decision Diagram), FDD (Free Binary Decision Diagrams), PDD (Parity decision Diagrams), и MTBDDs (Multiple terminal BDDs).

## Логические операции над бинарными диаграммами решений
Многие логические операции (конъюнкция, дизъюнкция, отрицание) могут быть выполнены непосредственно над БДР с помощью алгоритмов, выполняющих манипуляции над графами за полиномиальное время. Однако повторение этих операций множество раз, например, при формировании конъюнкций или дизъюнкций набора БДР, могут привести к экспоненциально большой БДР в худшем случае. Это происходит из-за того, что результатом любых предшествующих операций над двумя БДР в общем случае может быть БДР с размером, пропорциональным произведению предшествующих размеров, поэтому для нескольких БДР размер может увеличиваться экспоненциально.

## Рекомендуемая литература
- D. E. Knuth, «The Art of Computer Programming Volume 4, Fascicle 1: Bitwise tricks & techniques; Binary Decision Diagrams» (Addison-Wesley Professional, March 27, 2009) viii+260pp, ISBN 0-321-58050-8. Draft of Fascicle 1b available for download.
- H. R. Andersen «An Introduction to Binary Decision Diagrams», Lecture Notes, 1999, IT University of Copenhagen.
- Ch. Meinel, T. Theobald, «Algorithms and Data Structures in VLSI-Design: OBDD — Foundations and Applications», Springer-Verlag, Berlin, Heidelberg, New York, 1998. Complete textbook available for download.
- Rüdiger Ebendt; Görschwin Fey; Rolf Drechsler. Advanced BDD optimization (англ.). — Springer[англ.], 2005. — ISBN 978-0-387-25453-1.
- Bernd Becker; Rolf Drechsler. Binary Decision Diagrams: Theory and Implementation (англ.). — Springer[англ.], 1998. — ISBN 978-1-4419-5047-5.
- O. A. Finko, K. S. Meretukov, Systems of Boolean functions: numerical decomposition in Z_m ring, OP&PM Surveys on Applied and Industrial Mathematics. Proceedings II International Baltic Symposium on Applied and Industrial Mathematics (Svetlogorsk, June 12 – 18, 2016), 23, TVP, Moscow, 2016, 167-168.